# 배기즘

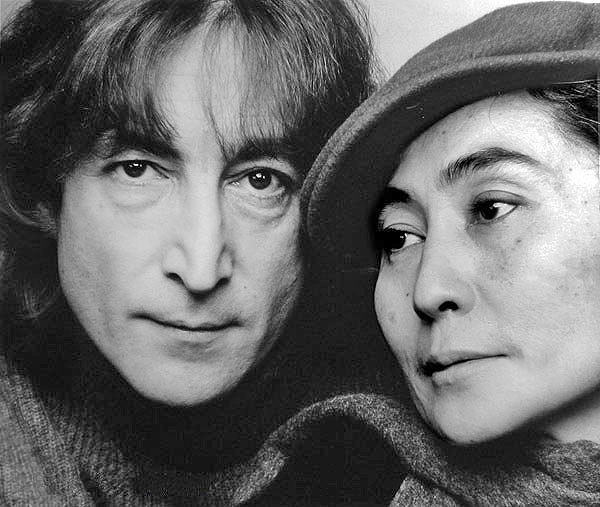
존 레논과 오노 요코

배기즘(Bagism)은 존 레논과 오노 요코가 1960년 말에 한 광범위한 평화 운동의 일부에 붙여진 용어다. 배기즘의 목적은 편견과 스테레오타이프를 풍자하는 것이다. 배기즘(Bagism)은 말 그대로 몸에 가방(bag)을 입히는 것과 관련이 있다. 존과 요코는, 가방에 살게 되면 피부색, 성별, 머리 길이, 의복, 나이 또는 기타 특성을 기준으로 다른 사람을 판단할 수 없을 것이라고 전했다. 이 운동은 총체적 의사소통의 한 형태로 나타났다. 청중은 외모에 초점을 두는 대신에 가방에 있는 자의 메시지만 듣게 된다.

## 같이 보기
- 평화 운동